# Hrastje, Maribor
Hrastje je naselje v Mestni občini Maribor.